# 松村北斗
松村北斗（日语：／ Matsumura Hokuto，1995年6月18日—），日本偶像，静冈县島田市出身，傑尼斯事務所旗下組合「SixTONES」的成员，於2020年1月22日正式發行單曲出道。
參演多部電視劇，在2022年被日本動畫導演新海誠選為動畫電影《鈴芽之旅》男主角宗像草太的配音。

## 简歷
- 2009年2月15日[2]，杰尼斯事務所入社[3]。入社契機為因憧憬着主演《诈欺猎人》的山下智久而向事務所遞送了簡歷[3]。
- 2009年6月4日，与中山優馬、中島健人、菊池風磨、高地優吾結成中山優馬 w/B.I.Shadow。
- 2009年6月9日，中山優馬 w/B.I.Shadow与Hey! Say! JUMP的山田涼介、知念侑李一同組成NYC boys，並擔任《2009年世界女排大獎賽》的特別應援團[4]。
- 2009年7月15日，中山優馬 w/B.I.Shadow以CD《惡魔之戀/NYC》出道。
- 2012年4月14日，在電視劇《私立馬鹿蘭高校》[5]中出演淺田哲也演员出道。
- 2012年10月13日，同作品電影化《劇場版 私立馬鹿蘭高校》中出演淺田哲也(延續電視劇中的同一角色)一角銀幕出道。
- 2014年10月9日，獲Best Jeanist2014一般選出部門第8位。
- 2015年5月1日，在舞台劇「傑尼斯銀座2015」上，公佈與深夜劇私立馬鹿蘭高校的另外五位參演者傑西、森本慎太郎、京本大我、田中樹及高地優吾組成新組合「SixTONES」。
- 2019年8月8日，在演唱会「Johnny's Jr祭 从东京巨蛋开始」上，公布将作为「SixTONES」的一员在2020年1月22日出道。

## 人物
- 2013年获Myojo杂志人气企划第十九届Jr.大赏恋人赏第一位。
- 小學一年級開始學習空手道，並擁有黑帶資格。中學一年級時於靜岡大會上取得第二名，於同年的冬季全國大會上出場[6]。

## 演出

### 電視劇
- 私立馬鹿蘭高校（2012年4月14日 - 6月30日，日本電視台） - 飾 淺田哲也[7]
- 暗黑女教師（2012年7月20日 - 9月21日，TBS） - 飾 戸田利生[8]
- Piece（2012年10月6日 - 12月29日，日本電視台） - 飾 矢內高史[9]
- TAKE FIVE～我们能盗取爱吗～ 第7話（2013年5月31日，TBS） - 飾 堂城一馬[10]
- 歌舞伎華之戀（2013年7月18日 - 9月19日，TBS） - 飾 澤山梢平[11]
- SHARK（2014年1月12日 - 3月30日，日本電視台） - 飾 竜崎歩[12]
  - SHARK〜2nd Season〜 第7話（2014年6月8日，日本電視台） - 飾 竜崎歩
- 周五ROADSHOW! 特別電視劇企畫『假面教師』（2014年2月14日，日本電視台） - 飾 遊沢禮治[13]
- 世界奇妙物語 '18秋季特別篇「mathematics般的夕暮」（2018年11月10日，富士電視台） - 飾 大知
- Cross Road 3 群眾的正義（日语：クロスロード (テレビドラマ)）（2018年12月2日 - 12月23日，NHK BS Premium） - 飾 飯塚伸
- 完美世界（2019年4月16日 - 6月25日，關西電視台・富士電視台） - 飾 渡辺晴人
- 10的秘密（2020年1月14日 - 3月17日，關西電視台・富士電視台） - 飾 伊達翼
- 一亿日元的再见（2020年9月27日 - 11月15日，NHK BS Premium・BS4K） - 飾 加能鉄平（28 - 35歳）
- Red Eyes 監視搜查班（2021年1月23日 - 3月27日，日本電視台） - 飾 小牧要
- 屍活師 女王的法醫學（2021年5月31日，東京電視台） - 飾 犬飼一
  - 屍活師 女王的法醫學2（2022年3月21日）
  - 屍活師 女王的法醫學3（2023年7月3日）
- NHK晨間劇 Come Come Everybody（2021年11月1日 - 2022年4月8日，NHK） - 飾 雉真稔
- 為何認真戀愛？（2022年4月18日 - 6月20日，關西電視台・富士電視台） - 飾 長峰柊磨
- 敲響密室之門（2023年7月29日 - 9月23日，朝日电视台） - 主演・御殿場倒理（與西畑大吾〈浪花男子〉雙主演）
- 西園寺小姐不做家事（2024年7月9日 - 9月17日，TBS） - 飾 楠見俊直
- Kyrie之歌（2024年7月28日，日本映画専門チャンネル） - 飾 潮見夏彥
- Ensemble（2025年1月18日 - 3月22日，日本電視台） - 飾 真戶原優

### 網路劇
- Red Eyes 監視搜查班 The First Mission（2021年3月20日 - ，Hulu） - 飾 小牧要

### 電影
- 劇場版 私立馬鹿蘭高校（2012年10月13日） - 飾 淺田哲也
- Vanilla Boy -Tomorrow is another day-（2016年9月3日） - 主演・林秀太（與傑西、田中樹三人共演）[14]
- 坂道上的阿波羅（2018年3月10日） - 飾 松岡星兒
- 電影 少年們（2019年3月29日） - 飾 Daiken
- 謊言×謊言（2021年2月19日） - 主演・高槻透（與森七菜雙主演）
- 劇場版「昨日的美食」（2021年11月3日） - 飾 田渕剛
- xxxHOLiC（2022年4月29日） - 飾 百目鬼靜
- Kyrie之歌（2023年10月13日） - 飾 夏彦
- 黎明前的全部（2024年2月9日） - 主演・山添孝俊（與上白石萌音雙主演）
- Dear・Family（2024年6月14日） - 飾 富岡進
- 1ST KISS（2025年2月7日） - 飾 硯駈
- 秒速5公分（2025年10月10日） - 主演・遠野貴樹

### 動畫電影
- 鈴芽之旅（2022年11月11日） - 飾 宗像草太[1]

### 綜藝節目
- 校園革命（2009年6月21日 - 2012年3月4日、日本電視台）
- ヤンヤンJUMP（2011年4月16日 - 2012年7月15日、東京電視台）
- ガムシャラ!（2014年4月12日 - 2016年4月2日、朝日電視台）[15]

### 紀錄片
- 我們所不知道的戰爭～生活在1945年的孩子們～（2022年8月14日、朝日電視台）
  - 我們所不知道的戰爭～经历过战争蹂躏的女性〜（2023年8月13日、朝日電視台）

### 音樂節目
- 少年俱樂部（2009年3月 - 、NHK BS Premium）
- ガムシャラJ’s Party !!（2014年4月5日 - 2015年2月28日、朝日電視衛星台頻道1）

### CM
- 31冰淇淋
  - コレ行っちゃう?篇（2013年4月27日 - 2013年5月9日）
  - これ行っちゃう?篇（2013年5月29日 - 2013年6月28日）
- BOURBON
  - フェットチーネグミ「レモン2倍顔だよ 松村くん」編（2022年3月8日 - ）
  - フェットチーネグミ「再び!レモン2倍顔だよ 松村くん」編（2022年9月12日 - ）
  - フェットチーネグミ「変わっちまった」編（2023年4月4日 - ）
- TDC SOFT 代言人（2022年3月18日 - ） - 與 駿河太郎共演
- ECCジュニア 英語補習班（2022年8月17日 - ） - 與 傑西共演
- 三得利「Suntory ALL FREE」（2023年3月18日 - ） - 與 菜々緒、飛永翼、大水洋介共演

### 舞臺劇
- SUMMARY 2011（2011年8月7日 - 9月11日、TOKYO DOME CITY HALL）
- ABC座 星（star）劇場（2012年2月4日 - 29日、日生劇場）
- Johnny's Dome Theatre 〜SUMMARY2012〜（2012年9月8日 - 9日、TOKYO DOME CITY HALL）
- Live House ジャニーズ銀座（2013年5月10日、5月24日、6月1日 - 2日、Theatre Creation）
- JOHNNYS' 2020 WORLD（2014年1月2日 ‐ 26日、帝国劇場）
- ジャニーズ銀座2014（2014年5月9日 - 11日、Theatre Creation）
- ジャニーズ銀座2015（2015年4月30日、5月1日、3日、4日、Theatre Creation）

### 演唱會
- forum新記錄!! Johnny Jr.1天4場公演喲!演唱會（2009年6月7日、東京國際forum）
- 暑期 Johnny Jr. 全員集合（2009年8月18日、東京國際forum）
- 年末Young東西歌合戦!東西Jr.選抜大集合2010!（2010年11月26 - 27日、NHK）
- Johnny's Dome Theatre ～SUMMARY2012～（2012年9月8日 - 9日、Tokyo Dome City Hall）
- fresh Johnny Jr. IN 橫浜arena（2012年12月16日、橫濱體育館）
- Live House ジャニーズ銀座（2013年5月10日、5月24日、6月1日 - 2日，THEATER CREATION）
- ガムシャラJ's Party!!（2014年2月1日 - 2日、3月26 - 28日、5月13日-14日、6月4日 - 6月5日，EX THEATER六本木）
- Live House Johnny銀座 Johnny Jr.Part1（2014年5月9日 - 11日、THEATER CREATION）
- ガムシャラSexy夏祭!!（2014年7月31日、8月2日、4日 - 5日、7日 - 8日，EX THEATER六本木）[16]※以TEAM羅參加performance對決（羅組performance為double Dutch）並最終獲勝。

## 獎項

### 電視劇
- 第111回日劇學院賞最佳男配角 / NHK晨間劇｜Come Come Everybody
- 第121回日劇學院賞最佳男配角 / TBS週二連續劇｜西園寺小姐不做家事

### 電影
- 第46屆日本電影學院獎
  - 新人演員獎｜×××HOLiC
  - 話題獎 演員部門｜鈴芽之旅
- 第98回電影旬報十佳獎最佳男主角｜長夜盡頭的微光

## 外部連結
- 傑尼斯事務所官網>SixTONES專頁 （页面存档备份，存于）
- SixTONES Official website（日語）
- 松村北斗在互联网电影资料库（IMDb）上的資料（英文）